# Ordre du Mérite (Waldeck-Pyrmont)
Pour les articles homonymes, voir Ordre du Mérite.
L'ordre du mérite (en allemand : Verdienstorden) est un ordre fondé par le prince Georges-Victor de Waldeck-Pyrmont le 3 juillet 1857 dans le cadre de sa principauté de Waldeck-Pyrmont, où il règne de 1845 à 1893.

## Histoire
L'ordre a été fondé à l'origine, en 1857, sous forme d'une médaille du mérite pour récompenser ceux qui s'étaient distingués en faveur de la principauté de Waldeck-Pyrmont, tant dans les domaines civils que militaires. Lors de l'entrée de la principauté dans l'orbite de l'Empire allemand, l'ordre est « refondé » pour ainsi dire le 14 janvier 1871 et prend officiellement le nom d'« Ordre du Mérite ».

## Classes
Le premier ordre ne comprenait qu'une seule classe (médaille du mérite). Avec la fondation de l'ordre proprement dit, la médaille est devenue la 2e classe à laquelle une classe supplémentaire a été ajoutée. Le 26 septembre 1878, la troisième classe est créée, puis en 1899, une quatrième classe :
- Croix de 1re classe (ou officielle) ;
- Croix de 2e classe (ou chevalier) ;
- Médaille d'or ;
- Médaille d'argent.

## Description
- La croix est composée d'une croix de Saint-Georges émaillée blanche soutenue sur l'anneau par une feuille de chêne dorée. Au centre de la croix se trouve un médaillon émaillé bleu avec une étoile noire aux armes de la principauté de Waldeck-Pyrmont. Dans la partie inférieure du médaillon, figure l'inscription Dem verdienst (mérite) en or en caractères gothiques. Au dos du médaillon, en or sur fond bleu, figurent les initiales du fondateur « GV » (Georges-Victor). La croix de 1re classe était plus grande que celle de 2e classe. Les médailles étaient respectivement en or et en argent sans émaux.

- Le ruban était blanc (pour la classe militaire) ou jaune (pour la classe civile) avec une bande noir-rouge-jaune de chaque côté. Sur la bande, à partir du 12 mai 1915, deux épées croisées pouvaient être apposées pour toutes les classes si la médaille était décernée pour mérite de guerre. À partir du 23 février 1918, il fut établi que pour obtenir les épées croisées de cet honneur, il fallait d'abord avoir obtenu la Croix de fer allemande de 1re classe.

- La croix de 1re classe était portée en sautoir, celle de seconde classe sur la poitrine.

## Récipiendaires notables
- Georges-Victor de Waldeck-Pyrmont : fondateur
- Ludwig von der Tann-Rathsamhausen
- Frédéric de Hohenzollern-Sigmaringen
- Herbert von Bismarck
- Karl von Plettenberg
- Léopold d'Albany
- August von Heeringen
- Frédéric-Léopold de Prusse
- Henri de Mecklembourg-Schwerin
- Clovis de Hesse-Philippsthal-Barchfeld
- Georg von der Marwitz
- Manfred von Richthofen
- Adolf Wild von Hohenborn
- Gerd von Rundstedt
- Hermann Recknagel
- Josias de Waldeck-Pyrmont